# 山王町 (前橋市)
山王町（さんのうまち）は、群馬県前橋市の地名。山王町と山王町一丁目と山王町二丁目がある。郵便番号は379-2123。2013年現在の面積は0.91km2。

## 地理
前橋市の南部、韮川流域に位置している。住宅地として整備してある。

### 河川
- 韮川

## 歴史
江戸時代頃からある地名である。はじめは前橋藩領、天保14年幕府領、弘化2年から武蔵岩槻藩領である。慶応年間に東善養寺村から分村した。

### 年表
- 1889年4月1日 町村制施行により、山王村は那波郡藤川村、飯塚村、上福島村、西善村、中内村、東善養寺村が合併し、那波郡上陽村となる。
- 1896年4月1日 郡合併に伴い、玉村町・芝根村・上陽村は佐波郡に所属する。
- 1957年8月1日 玉村町と上陽村とが合併し町名が玉村町となる。
- 1960年4月1日 玉村町の一部（西善、山王、中内、東善）と城南村の一部（駒形）は前橋市へ編入する。そのため前橋市山王町となる。
- 1975年一部が広瀬町三丁目となり、山王町の一部から山王町一丁目が成立。
- 1980年東善町、下大島町、小屋原町、駒形町、山王町の各一部から山王町二丁目が成立。

### 地名の由来
日枝神社（山王権現）に由来するものと考えられているが、詳細は不明である。

## 世帯数と人口
2017年（平成29年）8月31日現在の世帯数と人口は以下の通りである。
| 丁目・町丁   | 世帯数    | 人口    |
| ------------ | --------- | ------- |
| 山王町       | 279世帯   | 648人   |
| 山王町一丁目 | 1,063世帯 | 2,308人 |
| 山王町二丁目 | 547世帯   | 1,270人 |
| 計           | 1,889世帯 | 4,226人 |

## 小・中学校の学区
市立小・中学校に通う場合、学区は以下の通りとなる。
| 丁目・町丁   | 番地 | 小学校             | 中学校             |
| ------------ | ---- | ------------------ | ------------------ |
| 山王町       | 全域 | 前橋市立山王小学校 | 前橋市立第七中学校 |
| 山王町一丁目 | 全域 | 前橋市立山王小学校 | 前橋市立第七中学校 |
| 山王町二丁目 | 全域 | 前橋市立山王小学校 | 前橋市立第七中学校 |

## 交通

### 鉄道
鉄道駅はない。

### 道路
国道、県道ともに通っていない。

## 施設
- 前橋市立山王小学校
- 前橋東郵便局